# 김태영 (1980년)
김태영(金泰英, 1980년 4월 7일 ~ )은 KBO 리그 전 KIA 타이거즈의 투수이다. 2013년에 개명했으며, 개명 전 이름은 김상현(金相賢)이다.

## 한국 프로야구 시절

### 두산 베어스 시절
2001년 두산 베어스의 2차 1순위 지명을 받아 입단하였다. 주 무기인 낙차 큰 커브는 대한민국 리그 정상급으로, 야구 팬들은 미국 메이저 리그 최고의 커브를 구사하는 투수 배리 지토의 이름을 본따서 김지토라는 별명을 붙여 주었다. 2008년, 2009년 두산 불펜진의 핵심이 되었으며, 가끔씩 구멍난 선발진을 채워 주기도 하였다. 2009년 4월 16일에 열린 잠실 히어로즈전에서는 98구를 던지며 데뷔 첫 완투를 기록하였으나, 7회에 1실점을 허용하여 팀이 1:0으로 패해 패전 투수가 되었다. 2009년에는 데뷔 후 처음으로 100이닝을 넘기며 소화했으나 2010년에는 시범 경기 중 다리 부상을 당해 정밀 검사를 받은 결과 골지방종 판정을 받아 재활군에 머물렀으며, 그 해에는 당시 KIA 타이거즈의 1루수 장성호의 트레이드 상대로 거론되었다가 철회된 일도 있었다.

### KIA 타이거즈 시절
2013년 11월 22일 2차 드래프트를 통해 KIA 타이거즈에 새 둥지를 틀게 되었다. 시즌 중 현재 이름으로 개명하였으나 선수 등록명을 유지한 채 시즌을 마쳤으며, 시즌 후 팔꿈치 뼛조각 제거 수술을 받았다.
2016년 시즌 후 팀에서 방출되었다.

## 출신학교
- 관산초등학교
- 안산중앙중학교
- 부천고등학교
- 제주한라대학교

## 통산 기록
| 년도 | 팀     | 평균자책 | 경기수 | 승 | 패 | 세 | 홀드 | 완투 | 완봉 | 이닝  | 피안타 | 피홈런 | 4사구 | 탈삼진 | 실점 | 자책점 |
| ---- | ------ | -------- | ------ | -- | -- | -- | ---- | ---- | ---- | ----- | ------ | ------ | ----- | ------ | ---- | ------ |
| 2001 | 두산   | 3.72     | 6      | 0  | 2  | 0  | 0    | 0    | 0    | 9 2/3 | 5      | 1      | 6     | 6      | 4    | 4      |
| 2003 | 두산   | 0.00     | 1      | 0  | 0  | 0  | 0    | 0    | 0    | 0     | 0      | 0      | 1     | 0      | 0    | 0      |
| 2006 | 두산   | 2.93     | 13     | 0  | 1  | 0  | 2    | 0    | 0    | 15.1  | 13     | 1      | 6     | 11     | 6    | 5      |
| 2007 | 두산   | 4.33     | 28     | 4  | 9  | 0  | 2    | 0    | 0    | 72.2  | 78     | 7      | 20    | 52     | 41   | 35     |
| 2008 | 두산   | 2.40     | 44     | 6  | 2  | 0  | 0    | 0    | 0    | 86.1  | 65     | 5      | 15    | 82     | 23   | 23     |
| 2009 | 두산   | 4.72     | 40     | 7  | 6  | 0  | 3    | 1    | 0    | 108.2 | 120    | 9      | 37    | 81     | 57   | 57     |
| 2011 | 두산   | 3.96     | 33     | 3  | 2  | 1  | 1    | 0    | 0    | 63.2  | 71     | 5      | 23    | 41     | 30   | 28     |
| 2012 | 두산   | 3.18     | 15     | 0  | 0  | 0  | 0    | 0    | 0    | 17    | 14     | 1      | 8     | 15     | 6    | 6      |
| 2013 | 두산   | 5.91     | 35     | 4  | 4  | 0  | 3    | 0    | 0    | 67    | 78     | 5      | 28    | 36     | 46   | 44     |
| 2014 | KIA    | 5.68     | 48     | 5  | 4  | 1  | 11   | 0    | 0    | 50.2  | 56     | 6      | 22    | 45     | 34   | 32     |
| 통산 | 10시즌 | 4.29     | 263    | 29 | 30 | 2  | 22   | 1    | 0    | 491   | 500    | 40     | 142   | 369    | 247  | 234    |